# 广场桥
广场桥是一座建于中国天津市海河上的桥梁，现已不存在。广场桥以前曾是渡口。1971年，在现址修建吊桥。1982年，吊桥改建成固定的桥梁，直达当时的河北区中心广场，因此得名。大沽桥建成后，广场桥的交通功能被弱化并于2005年底拆除。